# 17 ربيع الأول
- السبت
- الأحد
- الاثنين
- الثلاثاء
- الأربعاء
- الخميس
- الجمعة

- 2731 أغسطس 2024
- 281 سبتمبر 2024
- 292 سبتمبر 2024
- 303 سبتمبر 2024
- 14 سبتمبر 2024
- 25 سبتمبر 2024
- 36 سبتمبر 2024
- 47 سبتمبر 2024
- 58 سبتمبر 2024
- 69 سبتمبر 2024
- 710 سبتمبر 2024
- 811 سبتمبر 2024
- 912 سبتمبر 2024
- 1013 سبتمبر 2024
- 1114 سبتمبر 2024
- 1215 سبتمبر 2024
- 1316 سبتمبر 2024
- 1417 سبتمبر 2024
- 1518 سبتمبر 2024
- 1619 سبتمبر 2024
- 1720 سبتمبر 2024
- 1821 سبتمبر 2024
- 1922 سبتمبر 2024
- 2023 سبتمبر 2024
- 2124 سبتمبر 2024
- 2225 سبتمبر 2024
- 2326 سبتمبر 2024
- 2427 سبتمبر 2024
- 2528 سبتمبر 2024
- 2629 سبتمبر 2024
- 2730 سبتمبر 2024
- 281 أكتوبر 2024
- 292 أكتوبر 2024
- 303 أكتوبر 2024
- 14 أكتوبر 2024

17 ربيع الأوَّل أو 17 ربيع الأنوار أو يوم 17 \ 3 (اليوم السابع عشر من الشهر الثالث) هو اليوم السادس والسبعين من أيَّام السنة (أو السابع والسبعين لو كان شهر صفر مُتممًا لليوم الثلاثين) وفق التقويم الهجري القمري (العربي). يبقى بعده 278 أو 279 يومًا لانتهاء السنة.

## أحداث
- 950 هـ - الأسطول العثماني بقيادة خير الدين بربروس يستولي على صقلية وبعض السواحل الإيطالية ويدمر استحكاماتها، ثم يستولي على ميناء «أوستية» الواقع على نهر «التيبر» الذي يبعد 15 كيلومتر عن مدينة روما مقر البابوية الكاثوليكية.
- 1110 هـ - الأسطول العثماني ينتصر على الأسطول البندقي في معركة بحرية جنوب جزيرة ميديلي في البحر المتوسط، أسفرت عن مقتل 2500 بندقي.
- 1222 هـ - نشوب ثورة داخل الدولة العثمانية عرفت بثورة «قباقجي»، وكانت ضد حركة الإصلاحات التي أدخلها السلطان سليم الثالث، وانتهت الثورة بعزله، وتنصيب مصطفى الرابع مكانه.
- 1330 هـ - الطائرات الحربية الإيطالية تقصف الجيش العثماني المتواجد في شمال أفريقيا، وهو أول استعمال للطائرات الحربية في التاريخ.
- 1343 هـ - دخول الملك عبد العزيز آل سعود إلى مكة.
- 1366 هـ - الفلسطينيون واليهود المستوطنين في فلسطين يعلنون بشكل منفصل رفضهم إلى الاقتراح البريطاني بتقسيم فلسطين إلى دولتين الأولى فلسطينية عربية والأخرى يهودية مع بقاء القدس تحت إشراف دولي.
- 1370 هـ - البرلمان الإيراني يعلن تأميم صناعة النفط في إيران بناء على اقتراح رئيس الوزراء محمد مصدق.
- 1372 هـ - الجمعية العامة للأمم المتحدة تنظر في علاقة تونس بفرنسا.
- 1399 هـ - متطرفون إسلاميون يختطفون السفير الأمريكي في أفغانستان أدولف دبز الذي لقي حتفه لاحقًا في معركة بين الشرطة وخاطفيه.
- 1403 هـ - الزعيم الفلسطيني ياسر عرفات الذي انسحب بقواته من طرابلس في شمال لبنان يتوقف في القاهرة، ويلتقي بالرئيس حسني مبارك للمرة الأولى منذ توقيع اتفاقية كامب ديفيد للسلام بين مصر وإسرائيل.
- 1425 هـ - الحكم على 4 ممرضات بلغاريات ودكتور فلسطيني بالإعدام رميًا بالرصاص في ليبيا لاتهامهم في التسبب بإصابة 400 طفل ليبي بمرض الإيدز.
- 1429 هـ - انتخاب يوسف رضا الكيلاني رئيسًا لوزراء باكستان.
- 1432 هـ - قيام مجموع من النشطاء الحقوقين الشباب بدعوة الشعب المغربي للنزول إلى الشارع من أجل المطالبة بدستور جديد، وقاد هذا الحرك الشعبي حركة 20 فبراير.
- 1437 هـ - مصادر إعلامية تؤكد استعادة القوات العراقية السيطرة على مدينة الرمادي في معركة الرمادي الثانية ضد تنظيم الدولة الإسلامية.
- 1440 هـ - زلزال يضرب شمال العراق وغرب إيران بِقُوَّة 6.3 درجات على مقياس درجة العزم يُؤدي إلى إصابة أكثر من 400 شخص بِجُرُوح.
- 1442 هـ -
  - الناخبون الجزائريون يوافقون على التعديلات الدستورية بنسبة 66.8% ومشاركة 23.7% ممن يحق لهم التصويت.
  - إطلاق نار في حرم جامعة كابُل في أفغانستان يسفر عن مقتل ما لا يقل عن 35 شخصًا وإصابة 50 آخرين.
- 1445 هـ - إصابة اثنين من عناصر الشرطة في تفجير انتحاري في العاصمة التركية أنقرة، وحزب العمال الكردستاني يُعلن مسؤوليته عن الهجوم.

## مواليد
- 54 ق. هـ - النبي محمد (حسب الرواة الشيعة).
- 80 هـ - جعفر الصادق، عالم مسلم والإمام السادس عند الشيعة.
- 1276 هـ - آمنة فدوي، شاعرة وعالمة مسلمة أفغانية.
- 1309 هـ - شكري القوتلي، مناضل وزعيم سوري وأول زعيم وطني يتولى رئاسة الجمهورية السورية.
- 1342 هـ - لولا صدقي، ممثلة مصرية.
- 1347 هـ - أحمد الوائلي، عالم مسلم وخطيب حسيني وواعظ شيعي وشاعر وأديب عراقي.
- 1362 هـ - محمد محمد صادق الصدر، رجل دين شيعي عراقي.
- 1391 هـ - فوزي صادق، روائي وكاتب قصة قصيرة وصحفي سعودي.
- 1370 هـ - راجه برويز أشرف، رئيس وزراء باكستان.
- 1371 هـ - ليلى حمادة، ممثلة مصرية.
- 1372 هـ - محمد محمد صادق الصدر، رجل دين ومرجع شيعي عراقي.
- 1385 هـ - زهير الدرورة، رجل دين شيعي سعودي.
- 1393 هـ - فيروز زياني، إعلامية جزائرية.

## وفيات
- 1422 هـ - تماضر توفيق، إعلامية مصرية.
- 1424 هـ - زوزو حمدي الحكيم، ممثلة مصرية.

## وصلات خارجية
- موقع قصة الإسلام: حدث في شهر ربيع الأوَّل.